# Vilusi (Banja Luka)
Vilusi (szerbül: Вилуси), település Banja Luka községben, Bosznia-Hercegovinában, Bosanska krajina területén, a Szerb Köztársaságban. 

## Fekvése
Bosznia-Hercegovina északi részén, Banja Luka központjától légvonalban 24, közúton 43 km-re délnyugatra, a Manjača-hegység területén, a Zmijanje tájegység alsó részén, 360-600 méteres magasságban fekszik. 

## Népessége
| Nemzetiségi csoport | Népesség 1991 | Népesség 2013 |
| ------------------- | ------------- | ------------- |
| Szerb               | 239           | 130           |
| Bosnyák             | 0             | 0             |
| Horvát              | 0             | 0             |
| Jugoszláv           | 0             | 0             |
| Egyéb               | 0             | 0             |
| Összesen            | 239           | 130           |

## Története
Vilusi területe rendkívül gazdag vasércben, amely felszíni bányászatának köszönhetően már az ókorban is nagyon könnyen kitermelhető volt. Még ma is vannak nyomai az érc olvasztási helyének, ami megerősíti ezt az információt. A Zorinac és Todorača-patakok melletti területen öt római olvasztókemenceszerű objektum maradványa található.
A Banja Luka és Mrkonjić Grad közötti hegyvidék a középkori zemljaniki plébániához tartozott, amelyet II. Prijezda boszniai bán 1287-ből származó oklevele említ először. A Vučaj-patak szurdokának jobb oldalán emelkedő sziklaszirten állt a középkorban Vučaj vára, melynek első említése ugyanebben az oklevélben található. A zágrábi egyházmegye 1334-ben kelt statutuma már Vilusi Szent Péternek szentelt plébániáját is említi. A település középkori múltjáról tanúskodik a késő középkori temető maradványa is, mely számos sírkövet tartalmaz. Ezek a sírkövek a kereszténység főáramlatának behódolni nem akaró, Boszniában élő bogumilok díszesen faragott középkori sírkövei, melyek közül több máig fennmaradt. Miután Zmijanje térsége 1528-ban török uralom alá került, az egykori plébánia területén létrejött a Zmijanje náhije, mely némileg eltérő határokkal rendelkezett. A Zmijanje nevet 1541-ben említik először a török források. Az iszlamizáció ebben a régióban soha nem sikerült, és az oszmán kormányzás teljes ideje alatt sem voltak támogatói. A többnyire ortodox lakosság ősidők óta állattenyésztéssel, elsősorban juhtenyésztéssel foglalkozott. Amikor a híres úti író, Benedikt Kuripešić áthaladt Zmijanje határán azt írta, hogy „sok martalóc és pásztor él itt”.
A település 1878-ig tartozott az Oszmán Birodalomhoz, ekkor a berlini kongresszus határozata alapján az Osztrák-Magyar Monarchia része lett. 1879-ben az első osztrák-magyar népszámlálás során a Banja Luka-i járáshoz tartozó településnek 169 háztartása és 616 ortodox lakosa volt. 1910-ben a Banja Luka-i járáshoz tartozó településen 126 háztartást és 841 ortodox lakost találtak. A monarchia szétesésével 1918-ban előbb a Szerb-Horvát-Szlovén Királyság, majd 1929-től a Jugoszláv Királyság része. 1921-ben a községnek összesen 35 háztartása és 841 lakosa volt. Jugoszlávia megszállása után a Független Horvát Állam (NDH) része lett. A második világháború után a szocialista Jugoszláviához tartozott. Az 1961-es népszámláláskor Bronzani Majdan községnek 18 046 lakosa volt, és a következő településeket foglalta magában: Bistrica, Borkovići, Bronzani Majdan, Vilusi, Goleši, Zelenci, Kmećani, Melina, Obrovac, Pervan Gornji, Pervan Donji, Slavmanići, Stratinska és Subotica. 1963-ban megszüntették az addig önálló Bronzani Majdan községet és területét Banja Lukához csatolták. A manjačai gyakorlópálya építése miatt az 1960-as és 1970-es években Vilusi lakosságának nagy részét erőszakkal kitelepítették. Ugyanez történt Dobrnja, Radmanići és Šljivno falvak lakosságával is. A helyiek nagy része Banja Lukára és Vajdaságba költözött. A daytoni békeszerződést követő területfelosztásnál Banja Luka község részeként a Szerb Köztársaság területéhez került.

## Nevezetességei
- Gromile – római fémfeldolgozó üzem maradványai. A Zorinac és Todorača-patakok melletti területen öt olvasztókemenceszerű objektum maradványa található. Két kör alaprajzú objektum egy 20x60 méteres területen található, 5 méteres átmérővel, a harmadik egy 30x30 méteres, a negyedik egy 30x20 méteres területet foglal el, míg az ötödik, különálló kemence 7 méteres átmérőjű volt. Az objektumok a kőbányászat során súlyosan megrongálódtak. Az objektumok mellett sok római építőanyag és kerámia került elő.[4]

- Vučaj Grad (vagy Crkveni Grad) – középkori vár romjai. A romok a Vučaj-patak szurdokának jobb oldalán emelkedő sziklaszirten találhatók. A vár két részből állt. A felső rész egy 30x45 méteres, fallal körülvett természetes platón található, központjában a fennmaradt alapfalakkal. Az alsó rész a délkeleti oldalon fekvő 40x50 méteres platón fekszik. Csak az északi oldalon közelíthető meg, a többi oldalt természetes akadályok védik. A „Wlchia” név először 1287-ben, Prijedza bán egyik oklevelében tűnik fel, a zemljaniki plébánia határleírásában, 1334-ben pedig már Vilusi Szent Péternek szentelt plébániáját is említik.[4]

- Mramorje – késő középkori temető maradványai. A temetőben 50 darab, nyugat-keleti tájolású stećak sírkő maradt fenn.[4] A legnagyobb része az út jobb oldalán a kereszteződés előtt, mintegy 10 stećak pedig az út bal oldalán található. A nekropolisz nagy része az út építésekor elpusztult, egy másik helyen az úttól kb. 300 méterrel az út jobb oldalán a szárazfal mögött 8 stećakot találtunk. Feltételezhatően több is van, de a terep többi része a növényzet miatt megközelíthetetlen, így nem láthatók.[9]